# Koșmakî, Volodîmîreț
Koșmakî (în ucraineană Кошмаки) este un sat în comuna Lozkî din raionul Volodîmîreț, regiunea Rivne, Ucraina.

## Demografie
Componența lingvistică a localității Koșmakî
     Ucraineană (99,6%)
     Alte limbi (0,4%)
Conform recensământului din 2001, majoritatea populației localității Koșmakî era vorbitoare de ucraineană (99,6%), existând în minoritate și vorbitori de alte limbi.